# 中央大地地方
中央大地地方(フランス語：Plateau-Central)はブルキナファソ中部の地方。
2013年の人口は約83万人。
中心都市はジニアレ。

## 行政区画
| 県             | 県都     | 2006年の人口 |
| -------------- | -------- | ------------ |
| ウブリテンガ県 | ジニアレ | 237,290      |
| ガンズル県     | ゾルゴ   | 319,830      |
| クルウェゴ県   | ブセ     | 136,017      |

## 地理
- 北：中北部地方
- 南東：中東部地方
- 南：中南部地方
- 南西：中部地方
- 西：中西部地方
- 北西：北部地方